# سعید حسین‌پور
سعید حسین‌پور (زادهٔ ۲۰ مهر ۱۳۷۷) بازیکن فوتبال اهل ایران است که در پست هافبک برای باشگاه فوتبال پالایش نفت بندرعباس در لیگ آزادگان بازی می‌کند.

## دوران باشگاهی

### پرسپولیس
حسین پور در تابستان ۱۳۹۶ با قراردادی تا سال ۱۴۰۰ به پرسپولیس پیوست. او اولین بازی حرفه ای خود را برای پرسپولیس در ۱۲ مرداد ۱۳۹۷ در برد ۳-۰ مقابل فولاد به عنوان یار تعویضی برای امید عالیشاه انجام داد.

### ماشین سازی
سعید حسین‌پور در نیم فصل اول لیگ بیستم با توجه به ترافیک خط میانی سرخ‌ها و حضور بازیکنان صاحب‌نام، ترجیح داد برای دستیابی به فرصت بیشتر راهی ماشین سازی شود. 

### کاوالا
سعید حسین‌ پور، با عقد قراردادی به باشگاه کاوالا یونان پیوست. تیم آئو کاوالا یونان با سرمربیگری الکس نوری در حال حاضر در لیگ دسته دوم حضور دارد.

## افتخارات

### پرسپولیس
- لیگ برتر خلیج فارس
  - قهرمان (۳): ۱۳۹۷–۱۳۹۶، ۱۳۹۸–۱۳۹۷، ۱۳۹۹–۱۳۹۸

- جام حذفی فوتبال ایران
  - قهرمان (۱): ۱۳۹۸–۱۳۹۷

- سوپر جام فوتبال ایران
  - قهرمان (۳): ۱۳۹۶، ۱۳۹۸، ۱۳۹۷

- لیگ قهرمانان آسیا
  - نائب قهرمان (۲): ۲۰۱۸، ۲۰۲۰